# Jugador Mundial de la FIFA 2008

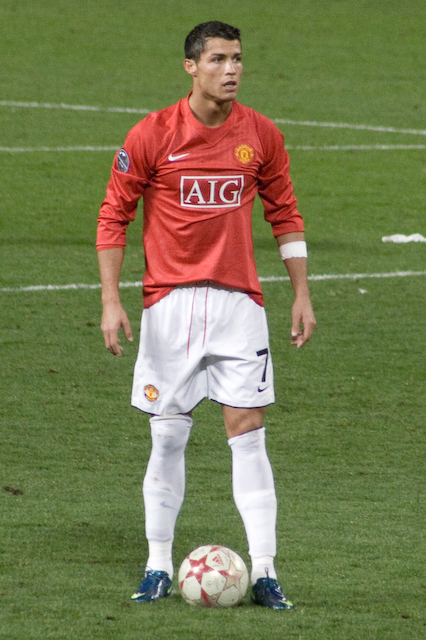
Cristiano Ronaldo

La decimoctava entrega de este premio se llevó a cabo el 12 de enero de 2009 en el Teatro de ópera de Zúrich. El portugués Cristiano Ronaldo (Manchester United) se quedó con el primer puesto, quedando el argentino Lionel Messi (FC Barcelona) en segundo lugar y el español Fernando Torres (Liverpool) en tercer lugar.

## Posiciones finales
| Puesto | Jugador             | Equipo                 | Votos | Votos | Votos | Votos | Puntos |
| Puesto | Jugador             | Equipo                 | 1º    | 2º    | 3º    | Total | Puntos |
| ------ | ------------------- | ---------------------- | ----- | ----- | ----- | ----- | ------ |
| 1º     | Cristiano Ronaldo   | Manchester United      | 136   | 77    | 24    | 237   | 935    |
| 2º     | Lionel Messi        | FC Barcelona           | 76    | 83    | 49    | 208   | 678    |
| 3º     | Fernando Torres     | Liverpool              | 13    | 32    | 42    | 87    | 203    |
| 4º     | Kaká                | AC Milan               | 15    | 27    | 27    | 69    | 183    |
| 5º     | Xavi Hernández      | FC Barcelona           | 22    | 11    | 12    | 45    | 155    |
| 6º     | Steven Gerrard      | Liverpool              | 6     | 14    | 26    | 46    | 98     |
| 7º     | Samuel Eto'o        | FC Barcelona           | 5     | 8     | 9     | 22    | 58     |
| 8º     | Iker Casillas       | Real Madrid            | 3     | 6     | 16    | 25    | 49     |
| 9º     | Andrés Iniesta      | FC Barcelona           | 3     | 5     | 7     | 15    | 37     |
| 10º    | David Villa         | Valencia               | 2     | 5     | 12    | 19    | 37     |
| 11º    | Andréi Arshavin     | Zenit San Petersburgo  | 4     | 3     | 7     | 14    | 36     |
| 12º    | Didier Drogba       | Chelsea                |       | 8     | 6     | 14    | 30     |
| 13º    | Michael Ballack     | Chelsea                | 3     | 2     | 6     | 11    | 27     |
| 14º    | Cesc Fàbregas       | Arsenal                |       | 6     | 9     | 15    | 27     |
| 15º    | Zlatan Ibrahimović  | Inter de Milán         | 2     | 2     | 10    | 14    | 26     |
| 16º    | Emmanuel Adebayor   | Arsenal                | 2     | 2     | 9     | 13    | 25     |
| 17º    | Franck Ribéry       | Bayern Munich          | 2     | 2     | 7     | 11    | 23     |
| 18º    | Ruud van Nistelrooy | Real Madrid            | 1     | 2     | 3     | 6     | 14     |
| 19º    | Sergio Agüero       | Atlético de Madrid     | 1     | 1     | 4     | 6     | 12     |
| 20º    | John Terry          | Chelsea                | 1     | 1     | 3     | 5     | 11     |
| 21.º   | Gianluigi Buffon    | Juventus               | 1     |       | 3     | 4     | 8      |
| 22º    | Deco                | FC Barcelona / Chelsea |       |       | 1     | 1     | 1      |